# Узень (Томская область)
Узень — посёлок в Первомайском районе Томской области. Входит в состав Сергеевского сельского поселения.

## История
Основан в 1903 г. В 1926 году деревня Узень состояла из 55 хозяйств, основное население — русские. В составе Рождественского сельсовета Зачулымского района Томского округа Сибирского края.

## Население
| 1926 | 2002 | 2010 | 2012 | 2013 | 2014 | 2015 |
| ---- | ---- | ---- | ---- | ---- | ---- | ---- |
| 254  | ↘213 | ↗217 | ↘209 | ↘207 | ↗209 | ↘204 |
| 2021 |      |      |      |      |      |      |
| ↘116 |      |      |      |      |      |      |